# Condado de Jackson (Iowa)
O Condado de Jackson é um dos 99 condados do estado norte-americano do Iowa. A sede do condado é Maquoketa, que é também a sua maior cidade. O condado tem uma área de 1683 km² (dos quais 35 km² estão cobertos por água), uma população de 20 296 habitantes, e uma densidade populacional de 12 hab/km² (segundo o censo nacional de 2000). O condado foi fundado em 1837 e o seu nome é uma homenagem a Andrew Jackson (1767–1845), o sétimo presidente dos Estados Unidos.